# Société des eaux d'Aix-les-Bains
La Société des eaux d'Aix-les-Bains (SEAB) est une société d'exploitation d'eau minérale française situé à Grésy-sur-Aix en Savoie. L'entreprise capte et commercialise l'eau minérale naturelle d'Aix-les-Bains.

## Présentation
Cette société capte l'eau minérale dans les roches alpines, à Aix-les-Bains, ce qui lui donne sa minéralisation. Il s'agit d'une eau équilibrée en calcium et magnésium, faiblement minéralisée.

## Administration
En 2016, la société est dirigée par François Rigaud et celle-ci appartient au groupe Les Mousquetaires,. 

## Arrêté d'exploitation de l'eau d'Aix-les-Bains
Arrêté du 19 juin 2000 accordant l'autorisation d'exploiter des eaux minérales naturelles 
(NOR : MESP0021930A) :
- Par arrêté de la ministre de l'emploi et de la solidarité en date du 19 juin 2000, est accordée à la Société des eaux d'Aix-les-Bains l'autorisation de livrer et d'administrer au public, en tant qu'eau minérale naturelle, à l'émergence et après transport à distance, l'eau du captage Raphy Saint-Simon Est situé sur la commune d'Aix-les-Bains (Savoie). Cette autorisation est accordée pour cinq ans.
- L'arrêté du 7 mars 1906 relatif à l'autorisation d'exploiter, en tant qu'eau minérale naturelle, l'eau du captage Raphy Saint-Simon situé sur la commune d'Aix-les-Bains (Savoie), modifié par l'arrêté du 26 août 1988, est abrogé.